# Kogajewo
Kogajewo (russisch Когаево) ist ein Dorf (derewnja) in der Oblast Jaroslawl in Russland.

## Geographie
Der Ort gehört zum Jaroslawski rajon und liegt etwa 20 km Luftlinie südöstlich des Zentrums des Oblast- und Rajonverwaltungszentrums Jaroslawl zu beiden Seiten der Schakscha, eines kleinen linken Zuflusses der Tunoschonka. Diese mündet ihrerseits etwa 10 km nordnordöstlich von Kogajewo von rechts in die Wolga, unweit des Dorfes Tunoschna, des Sitzes der gleichnamigen Landgemeinde (Tunoschenskoje selskoje posselenije), zu der Kogajewo gehört. Bei der Volkszählung 2010 hatte das der Ort neun ständige Einwohner.
Straßenanbindung besteht zum knapp 5 km nordöstlich gelegenen Dorf Mokejewskoje, an dem die Regionalstraße 78K-0019 von Tunoschna nach Burmakino  vorbeiführt; bei Mokejewskoje befindet sich auch die Station Ljutino an der Bahnstrecke Jaroslawl – Kostroma – Galitsch.
Zwei Kilometer südlich von Kogajewo liegt das Wintersportgebiet Schakscha.

## Geschichte und Persönlichkeiten
Der Weiler Kogajewo (damalige Schreibweise auch Kagajewo, Кагаево), entsprechend dem heutigen Ortsteil rechts der Schakscha, sowie der Ortsteil am linken Ufer als Dorf Nikolskoje gehörten vom 17. Jahrhundert bis zur Oktoberrevolution dem Adelsgeschlecht Saltykow. Zur Unterscheidung von weiteren gleichnamigen Orten wurde letzteres inoffiziell auch als Nikolskoje-Saltykowo bezeichnet. Ab dem 18. Jahrhundert war es Sitz einer Wolost im Ujesd Jaroslawl des Gouvernements Jaroslawl.
Im Dorf befanden sich das Herrenhaus der Saltykows, eine 1708 errichtete Steinkirche, die dem Nicht von Menschenhand geschaffenen Erlöserbild (russisch Spas Nerukotworny) geweiht war, sowie die Familiengruft. Dort waren unter anderem der Generalfeldmarschall Pjotr Saltykow (1698–1773, auch in Nikolskoje/Kogajewo geboren) und sein Sohn Generalfeldmarschall Iwan Saltykow (1730–1805) bestattet. In der Sowjetzeit wurden sämtliche Gebäude zerstört und abgerissen; die Gruft ist nicht erhalten. Der frühere Standort des Herrenhauses wurde 2006 durch ein Steinkreuz markiert.